# Johann Baptist von Schiber
Johann Baptist von Schiber (* 23. Juli 1764 in Wiesensteig; † 28. März 1829 in Landshut) war ein deutscher Jurist.

## Leben
Johann Baptist von Schiber wurde als Kind bürgerlicher Eltern geboren.
Er schloss 1782 das (heutige) Wilhelmsgymnasium München ab. Anschließend absolvierte er am angeschlossenen Lyzeum das obligatorische zweijährige Grundstudium (= Philosophie) und wechselte anschließend zum Jurastudium an die Universität  Ingolstadt.  Nach Beendigung dieses Studiums begann er im Herbst 1787 seine praktische Laufbahn im Staatsdienst.
Am 9. Mai 1788 wurde er als Fiskal bei der damaligen Regierung in Landshut angestellt. Am 15. April 1790 ernannte ihn Kurfürst Karl Theodor zum Wirklichen Regierungsrat. Am 28. April 1799 wurde er zum Landeskommissar bei der Generallandesdirektion und am 25. Juli 1799 zum Revisions- und kurz darauf zum obersten Justizrat befördert. Bis 1807 übte er das Amt des Opperappellationsgerichtsrates aus, als er am 17. September 1808 zum Direktor des Appellationsgerichts für den Unterdonaukreis ernannt wurde. In gleicher Eigenschaft erfolgte am 10. Juni 1810 seine Versetzung zum Appellationsgericht nach München; dort wurde er am 11. Januar 1811 zum ersten Direktor ernannt. Im darauffolgenden Jahr wurde er am 8. Oktober 1812 zum Direktor des Oberappellationsgerichtes erhoben. Am 10. September 1826 erfolgte die Ernennung zum Präsidenten des Appellationsgerichtes für den Isarkreis in Landshut und am 9. Mai 1828 vollendete er das 40. Dienstjahr.
Am 20. Oktober 1828 ging Johann Baptist von Schiber in den Ruhestand.
1790 heiratete Johann Baptist von Schiber Elise, Tochter des Landshuter Bürgermeisters Johann Martin Popp. Gemeinsam hatte das Ehepaar neun Kinder, von denen ihn jedoch nur zwei Kinder überlebten. Sein Sohn Joseph Schiber (* 1804; † unbekannt) wurde später Stadtgerichtsrat in Landshut.

## Ehrungen
Am 27. Mai 1814 erhielt er vom König Maximilian Joseph das Ritterkreuz des Zivilverdienstordens der bayerischen Krone, hiermit war auch die Erhebung in den persönlichen Adelsstand verbunden.